# Sant Miquel de Sorba
Sant Miquel de Sorba és una església preromànica del nucli de Sorba, al municipi de Montmajor, al Berguedà que està dedicada al culte catòlic que pertany a la parròquia de Santa Maria de Sorba. Està inclosa en l'Inventari del Patrimoni Arquitectònic de Catalunya.

## Ubicació
Sant Miquel de Sorba està situada damunt el turó de Sant Miquel, al nucli de Sorba, al municipi de Montmajor, al Berguedà, a prop de Cardona, dins del Poblat ibèric de Sant Miquel de Sorba, inclòs a l'Inventari del Patrimoni Arqueològic i Paleontològic de Catalunya.

## Estil i característiques
L'església de Sant Miquel de Sorba és un petit temple preromànic. Fou excavat juntament amb el poblat iberoromà en el qual es troba pel mossèn Serra i Vilaró el 1921. El temple fou construït en els fonaments d'un antic oppidum ibèric que també fou ocupat pels romans.

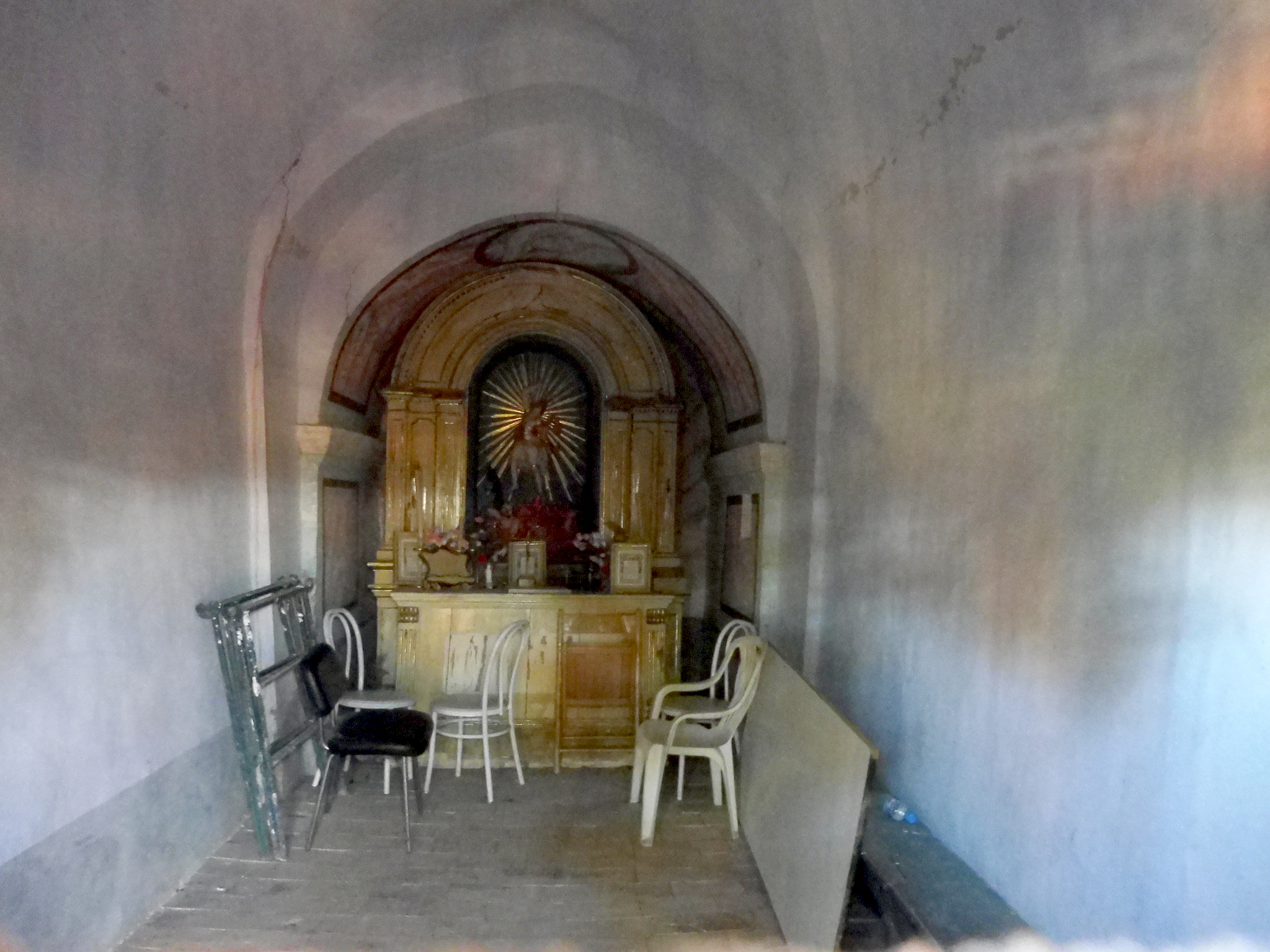
Interior de la capella

Per a les parts inferiors de l'església es van utilitzar pedres d'una torre romana i d'una acròpoli. L'església té una sola nau i un absis rectangular situat a l'est que és més estret i baix que la nau. Al mur de l'absis s'hi pot veure una petita finestra amb un arc de mig punt adovellat. Al temple original la porta estava situada al mur de migjorn, en el que encara s'hi troben vestigis d'una porta adovellada. En l'actualitat, la porta està al mur occidental i porta la data de 1810. Aquest mur té el reforçament de dos contraforts que es podrien haver construït quan es va fer aquesta porta i el campanar en forma d'espadanya que hi ha al mateix mur. La paret interior de l'església està enguixada i s'hi pot veure la coberta en volta de canó i l'arc triomfal que separa l'absis, que té les parets i el sostre policromats amb pintures d'elements arquitectònics. El parament del temple està fet amb pedra irregular i la coberta, a dues aigües està feta amb teula àrab.

## Història

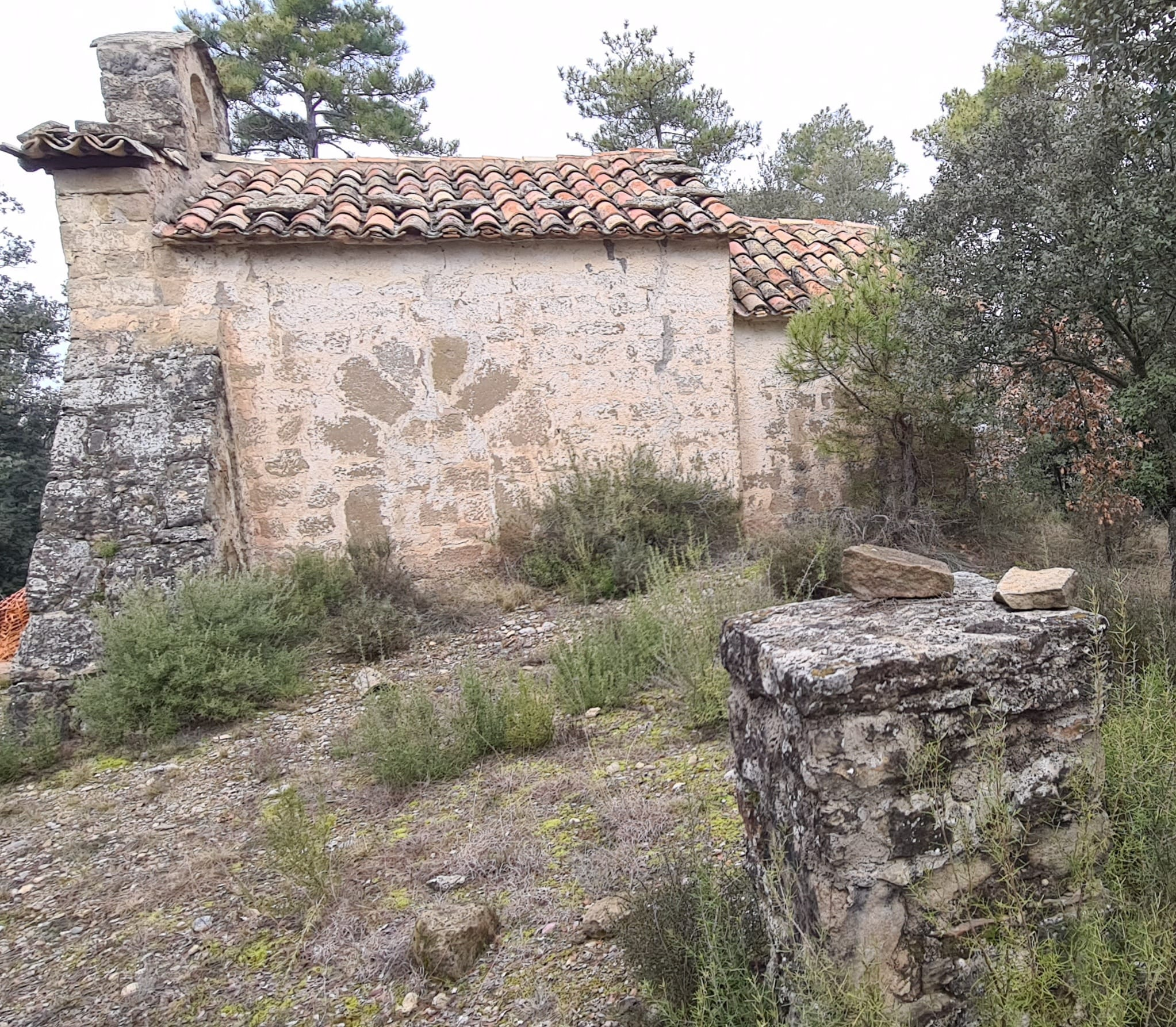
Vista de l'exterior de l'església, on s'aprecia la porta tapiada per les reformes fetes.

Sorba ha estat poblat de manera estable des de l'època romana i el temple de Sant Miquel de Sorba ens dona mostra de la cristianització i del repoblament de la Vall d'Ora durant l'alta edat mitjana que està relacionada amb l'església de Santa Maria de Sorba, de la que ha estat sufragània durant tota la seva història.
El 888 es va donar l'església de Santa Maria de Sorba al monestir de Santa Maria de Ripoll. Aquesta s'havia construït al peu del turó on hi ha Sant Martí de Sorba.
Sant Miquel de Sorba apareix en diversos llegats testamentaris del segle xiv, concretament en documents datats els anys 1373 i 1377.
El temple ha patit diverses reestructuracions al llarg de la seva història. Durant el segle xvii es van reforçar l'estructura externa dels seus murs, quan era coneguda amb el nom de Sant Miquel de Soldevila, ja que feia de capella de la veïna masia Soldevila perquè en aquella època no consta com a església sufragània de Santa Maria.
El 1810 es va remodelar la porta de l'entrada de Sant Miquel.
A prop del temple de Sant Miquel s'hi ha trobat restes de manifestacions eremítiques que demostren, juntament amb les dues esglésies de Sorba, que el nucli va tenir una activitat religiosa molt antiga i activa.
El 1922 l'arqueòleg cardoní mossèn Serra i Vilaró va excavar el temple de Sant Martí i el poblat ibèric.